# Мещерский пруд
Меще́рский пруд (Большо́й Меще́рский) — водоём Смоленско-Московской моренно-эрозионной возвышенности, расположен на западе Москвы, в пределах территории посёлка Мещерский в районе Солнцево Западного административного округа. Запруда на реке Невершка.

## Географическое положение
Мещерский пруд расположен на территории бывшего дачного посёлка Мещёрский, который в 1984 году вошёл в городскую черту Москвы. Пруд является частью комплекса каскада Мещерских прудов из шести искусственно созданных водоёмов: Мещерский пруд, второй (спущен), третий, четвёртый, пятый и шестой пруды на реке Навершка (Натошенка). Общая площадь комплекса — 15 га. Высота над уровнем моря — 175,5 м.

## Описание
Длина Мещерского пруда — 580 м, ширина — до 210 м. Южнее пруда расположены Очаковская и Прудовая улицы Мещёрского. Примыкает к Мещерскому природному парку (бывший Баковский лесопарк). С северо-востока пруд удерживает 3-метровая земляная плотина (продолжение Мещерского проезда в сторону Воскресенской улицы).

## История
Мещерский пруд был образован перекрытием Натошенки в верхнем течении около XVIII века На берегах пруда в XVIII в. располагалась Ваулина пустошь, позже ставшая селом Ваулино. После наполеоновского нашествия село было сожжено и до конца XIX века не восстанавливалось.

### Этимология
Пруд назван по Мещерскому посёлку, в черте которого он и находился; в свою очередь, населённый пункт Мещерский был назван по бывшему имению князя Сергея Борисовича Мещерского, опекуна писательницы Екатерины Александровны Мещерской.

## Пляж
На берегу пруда находится пляж с необходимой инфраструктурой для отдыха и купания. В 2017 году его было решено реконструировать, проект благоустройства был одобрен жителями на портале «Активный гражданин». Работы стартовали в конце 2017 года, обновленный пляж открылся в 2018 году. В ходе благоустройства на берегу пруда были обустроены деревянные настилы и набережная, шезлонги и зонтики от солнца. Для детей оборудована площадка, позволяющая играть с песком.